# 林双吉
林双吉（Raymond Lim，1959年—），新加坡交通部长兼外交部第二部长。2004年8月，李顯龍總理任命他為交通部长兼外交部第二部长。林双吉育有一個兒子和一個女兒。